# Abashiri
Abashiri (japanska: 網走市?, Abashiri-shi) är en stad i Hokkaidō prefektur i Japan. Staden fick stadsrättigheter 1947.